# Danmarks runeindskrifter 239
DR 239 är en vikingatida ( Helnæs-Gørlev) runsten av granit i Gørlev, Gørlev socken och Gørlevs kommun.  Det är en av de två Görlevstenarna.

## Inskriften
Translitterering av runraden:
§A þiauþui ÷ risþi ÷ stin þonsi ÷ aft uþinkaur ÷ ¶ fuþorkhniastbmlʀ ÷ niut ual kums : 
§B þmkiiissstttiiilll (:) iak sata ru--r| |ri(t) ¶ kuni armutʀ kru(b)------
Normalisering till rundanska:
§A Þiuþwi resþi sten þænsi æft Oþinkor fuþorkhniastbmlʀ niut wæl kumbls! 
§B þistill/mistill/kistill, iak satta ru[na]ʀ ret. Gunni, Armundr ...
Översättning till nusvenska:
§A Tjodvi reste denna sten efter Odinkar fuþarkhniastbmlʀ, njut kumlet väl
§B tistel, mistel, kistel; jag satte runorna rätt. Gunne, Armod, kru(b)
Källström föreslår tolkningen av krub som grōbu “begravde”, som kan ha följts av ett objekt [hąn]: “begravde honom (Odinkar)”.
DR 239 är en andra runinskrift där runmagiska ramsa tistel, mistel, kistel upptäcktes efter Ög 181. Femtontal varianter på formeln är kända från olika runinskrifter.
Ristningen innehåller den tidigaste dokumentation av yngre futarken och tillhör den hypotetiska Helnæs–Gørlev-gruppen av de äldsta danska runinskrifterna med den yngre Futharken.